# 冨田リカ
冨田 リカ（とみた リカ、1962年3月8日 - ）は、神奈川県出身の読者モデル、教育カウンセラー。別名、萩原リカ。夫は、萩原健一。

## 来歴
身長167cm、血液型はA型。洗足学園短期大学卒業後、幼稚園教諭を5年間勤め、広告業界の男性と結婚して一男をもうけたが離婚。その後、幼児教室経営、OLなどを経て36歳のときに飲食店プロデューサーの男性と再婚。
2003年、41歳のとき『STORY』の読者モデルとして登場。その後、コマーシャル出演やコメンテーターなどに活躍の場を広げる。2005年、東洋英和女学院大学に編入学し心理学専攻、2008年、同大学卒業。2009年1月、本名の冨田理加として幼児教室経営のグロースエンタープライズ取締役を辞任。
2010年8月17日発売『美STORY』10月号でヌードを披露。翌8月18日、萩原健一との交際報道が出る。前夫と離婚。2011年2月6日、箱根で挙式。祝賀パーティーには市川森一も出席。2019年3月、夫萩原健一が死去し、「映像、音楽作品を夫とともに、ゆっくりゆっくりたどっていきたい」と語った

## 人物

### 趣味
- 映画鑑賞
- ヨット
- スキューバーダイビング[3]

### 資格・免許
- 幼稚園教諭免許
- 普通自動車免許
- スキューバダイビングO.W 免許
- 田中ビネー知能検査民間資格
- 認定教育カウンセラー民間資格
- ジュニア・ベジタブル&フルーツマイスター民間資格

## 出演

### テレビ
- スッキリ!!（日本テレビ）コメンテーター
- ソロモン流（2006年5月28日、テレビ東京）

### CM
- エスティローダー（クリニーク）
- マンダム（プロデュース）
- ヴァーナル